# Франц Стадлер
Франц Стадлер — Пепе (Шишка, код Љубљане, 30. мај 1915 — Љубљана, 1. фебруар 2000), учесник Народноослободилачке борбе, друштвено-политички радник Социјалистичке Републике Словеније и народни херој Југославије.

## Биографија
Рођен је 30. маја 1915. године у љубљанском предграђу Шишка. Потицао је из радничке породице. Његов отац Франц (1885—1932) је био железничар и након његове смрти је мајка Антонија (1882—1980) остала сама са четворо мале деце. Након завршетка основне школе у Шишки, похађао је четири разреда гимназије и два разреда Трговачке школе у Љубљани. Пошто је морао сам да се издржава, упоредо са школом је радио код једног кровопокривача, и обављао разне физичке послове, копао је и товарио шљунак, фарбао натписе на вагонима, штампао честитке и разгледнице, цртао графиконе на Љубљанском сајму и др.
Војни рок у Југословенској војсци је одслужио у Славонском Броду током 1937. и 1938. године, након чега се запослио у Поштанској штедионици у Љубљани. Био је веома активан у спортским друштвима. Још као дечак од шест година је почео да вежба у Спортском друштву „Слобода” у Шишки. Био је члан ове организације све до њеног распуштања, а након тога је 1935. године прешао у Соколско друштво, где је био активан све до почетка Другог светског рата у Југославији. Поред лаке атлетике бавио се и скоковима у воду у Спортском друштву „Илирија” у Љубљани, а био је и на гимнастичком течају у Београду.
За омладински револуционарни покрет га је заинтересовао његов комшија и друг Звонимир Рунко, који је био члан тада илегалног Савеза комунистичке омладине Југославије (СКОЈ). Једно време су заједно тренирали у „Соколу”, али су Звонимира касније искључили из организације због везе са комунистима. Како је знао да је Франц симпатизер Совјетског Савеза, Звонимир му је повремено доносио револуционарну и марксистичку литературу. Код момка из сиромашне радничке породице, који је био васпитаван у борбеном духу, ова литература је брзо пробудила интересовање за омладински револуционарни раднички покрет.

### Народноослободилачка борба
Након Априлског рата и окупације Југославије, 1941. године Франц се преко Звонимира Рунка укључио у Народноослободилачки покрет (НОП), чији је организатор у Шишки био Франц Равбар. Заједно са Рунком, Франц је био члан ударних група Службе обавештавања и безбедности (ВОС), које су у лето 1941. године вршиле оружане акције и саботаже у окупираној Љубљани и њеној околини. Овде се Франц упознао и повезао са Златом Божичем и Надом Ћамерник, од којих је добио задатак да ради на организовању одбора Ослободилачког фронта Словеније (ОФ), а на препоруку Рунка је био примљен у чланство Комунистичке партије Словеније (КПС).
Најпре је био члан Теренског одбора Ослободилачког фронта, а затим квартовског одбора ОФ у Шишки, где је био задужен за рад технике, односно за растурање илегалне литературе и летака Ослободилачког фронта. Како је ОФ био вишестраначка организација, којој су се поред комуниста прикључили и представници „Сокола” и хришћанских социјалиста, Франц је у квартовском одбору ОФ у Шишки био представник Комунистичке партије.
Новембра 1941. године као способан активиста је био укључен у најужи круг организатора устанка у Шишки, па је од Франца Равбара добио ново задужење — постао је секретар Службе обавештавања и безбедности (ВОС). Убрзо након тога, почетком децембра у Љубљани је био ухапшен Тоне Томшич, секретар ЦК КП Словеније, па су одбори ВОС добили задатак да га ослободе. У организацији и извршењу акције бекства из затвора на Блајвајсовој цести у Љубљани учествовао је и Франц, али она није успела, јер је кључ за отварање ћелије био лоше направљен. Како се у акцијама Службе обавештавања и безбедности истакао као предузимљив и храбар борац, постепено је преузимао све одговорније функције, па је марта 1942. године постао командир групе ВОС, а у мају исте године најпре заменик, па потом командир Службе обавештавања и безбедности у Љубљани. Упоредо са овим илегалним акцијама, све време је до одласка у партизане јуна 1943. године радио у Поштанској штедионици у Љубљани.
Октобра 1942. године је по налогу руководства Ослободилачког фронта и КП Словеније, организовао и извршио атентат на Марка Натлачена, бившег бана Дравске бановине и сарадника окупатора. Атенат је извршен 13. октобра у Љубљани, када је Франц преобучен у свештеника ушао у кућу Натлачена и убио га. Поред Франца у организацији атентата су учествовали и други припадници ВОС, међу којима — Лидија Дермастиа Лиза, Фрањо Кроупа Ацко, Јоже Ројц Ладо, Нуша Пирјевец и Едо Брајник. Убрзо након ове акције, новембра 1942. године је постао командант Народне заштите за Љубљану, која је била шира и масовнија организација у оквиру Ослобоидлачког фронта и у којој је деловала Службе обавештавања и безбедности. Јединице Народне заштите имале су у окупираној Љубљани око 1.500 активиста.
Јуна 1943. године је напустио окупирану Љубљану и прешао на ослобођену територију, где је ступио у партизанске јединице. Најпре се борио у Петој словеначкој бригади, где је био заменик команданта Трећег батаљона. Јула 1943. је био рањен у борбама у близини Семича, па се до септембра исте године налазио у партизанској болници. Након оздрављења се поново вратио обавештајном раду и постао инструктор Службе обавештавања и безбедности (ВОС) у Гросупељском и Стишком округу. Када је фебруара 1944. године ВОС укинут, постао је заменик команданта дивизије Војске државне безбедности (ВДВ), која је након формирања Корпуса народне одбране Југославије (КНОЈ) постала његова Друга словеначка дивизија. Маја 1944. је послат у Штајерску, где је радио на реорганизацији јединица бивше Службе безбедности и обавештења и од њих је формирао Трећу бригаду Војске државне безбедности, односно Трећу бригаду Друге словеначке дивизије КНОЈ. Са овом бригадом је учествовао у борбама у Свињској долини.

### Послератни период
Новембра 1944. године је додељен Одељењу за заштиту народа (ОЗН) за Словенију, која га је, 27. априла 1945. године, као способног обавештајца, заједно с већом групом оперативаца и посебним задацима, послала у Трст, према коме су напрадовале јединице Југословенске армије (ЈА). Овде је био управник специјалног сектора Озне, а након ослобођења Трста је постао привремени управник затвора. Потом се 20. маја 1945. године вратио у Љубљану и наставио да ради у Одељењу за заштиту народа (ОЗН), односно Управи државне безбедности (УДБ). Најпре је био шеф Одсека Озне за Љубљану, од јуна до августа 1945, а потом референт Озне за Словенију, до септембра 1945. године. Након тога се до пензионисања, децембра 1965. године, налазио на разним одговорним дужностима у Управи државне безбедности Словеније — шеф Одсека, инспектор, помоћник начелника Осмог одељења, начелник Четвртог и Шестог одељења, начелник одељења при Републичком секретаријату за унутрашње послове СР Словеније (РСУП) и др.
Имао је чин потпуковника ЈА, који је добио септембра 1948. године, а како је војна организација у Удби укинута 1952. године, а самим тим и војни чинови, остао је у овом чину до пензионисања. Потом је био активан као друштвено-политички радник у СР Словенији. Налазио се на следећим дужностима — председник Градског одбора СУБНОР-а Љубљане, председник Среског одбора СУБНОР-а Љубљане, члан Главног одбора и члан Секретаријата Главног одбора СУБНОР-а Словеније, члан Савезне комисије за решавање стамбених питања бораца, члан Савета за социјално старање при Извршном већу Скупштине СР Словеније. Од 1957. године је био потпредседник, а затим и председник Одбора за поход путевима партизанске Љубљане при Скупштини града Љубљане.
Умро је 1. фебруара 2000. године у Љубљани. Сахрањен је у породичној гробници на Централном гробљу Жале у Љубљани.
Носилац је Партизанске споменице 1941. и других југословенских одликовања. Орденом народног хероја је одликован 15. јула 1952. године.